# Minori Suzuki
Ne doit pas être confondu avec Minoru Suzuki.
Minori Suzuki (鈴木 みのり, Suzuki Minori), née le 1er octobre 1997 dans la préfecture d'Aichi, est une seiyū et chanteuse japonaise.

## Biographie
Suzuki aimait chanter depuis qu'elle était enfant et s'intéressait au travail lié à la voix (comme le chant, la narration et le jeu d'acteur). Au cours de ses années d'école primaire, elle a commencé à regarder des "animes de fin de soirée", ce qui l'a inspirée à devenir comédienne de voix afin de faire tout ce qu'elle voulait faire. Après avoir économisé de l'argent en travaillant à temps partiel au cours de sa première année de lycée, elle a commencé à suivre des cours dans une école de doublage à Tokyo une fois par semaine. En octobre 2014, les créateurs de la franchise  Macross ont annoncé que des auditions allaient avoir lieu, le gagnant étant choisi pour jouer un rôle dans la prochaine série télévisée animée. Macross Delta. Sa mère était fan de Macross Frontier, et connaissant le rêve de Suzuki de s'impliquer dans le divertissement, l'a poussée à participer à l'audition. Ayant été inspirée à participer à l'audition en raison de son idolâtrie Megumi Nakajima, doubleuse de Ranka Lee de Macross Frontier, Suzuki a auditionné pour le rôle de Macross Delta et, en 2015, a été sélectionnée pour le rôle parmi un groupe d'environ 8 000 autres candidats,,. Elle a été choisie pour le rôle de Freyja Wion, le personnage féminin principal de la série, et membre du groupe fictif idole Walküre,.
Le premier single de Walküre, qui comprend le thème d'ouverture de la série "Ichido Dake no Koi Nara" (一度だけの恋なら, "Si je n'aime qu'une fois") et thème final "Rune ga Pikatto Hikattara" (ルンがピカッと光ったら, "Quand la rune scintille"), ainsi que la chanson "Ikenai Borderline" (いけないボーダーライン, "Forbidden Borderline"), est sorti le 11 mai 2016.
Elle a fait ses débuts en solo en 2018 lorsqu'elle a interprété le thème d'ouverture de la série télévisée animée Ms. Koizumi Loves Ramen Noodles.
Fin 20 janvier 2020, Minori a fait ses débuts sur YouTube pour promouvoir l'un de ses singles "Yozora" pour l'anime Koisuru Asteroid.

### Vie personnelle
Suzuki cite Maaya Sakamoto, Megumi Nakajima, Nagi Yanagi et Galileo Galilei parmi ses influences dans le doublage et la musique. Suzuki aimait particulièrement Nakajima, ayant déjà participé à l'un des événements de poignée de main de ce dernier.